# 李勇 (1981年)
李勇（1981年3月—），湖南省南县人，中华人民共和国保安，男性，汉族，中国共产党党员，北京市保安服务总公司海淀分公司企业管理部主任兼特勤保安大队长、纠察队长，第十三届全国人民代表大会北京市代表。
李勇1998年11月开始保安生涯，被北京市公安局评为2007年度首都优秀保安员，2011年8月被中华人民共和国公安部、中华全国总工会、共青团中央授予第三届全国先进保安员称号，2015年获得北京市劳动模范荣誉称号。2018年2月24日，当选为第十三届全国人大代表，当时李勇担任北京市保安服务总公司海淀分公司企业管理部主任兼特勤保安大队长、纠察队长。